# Adam Pfeifer

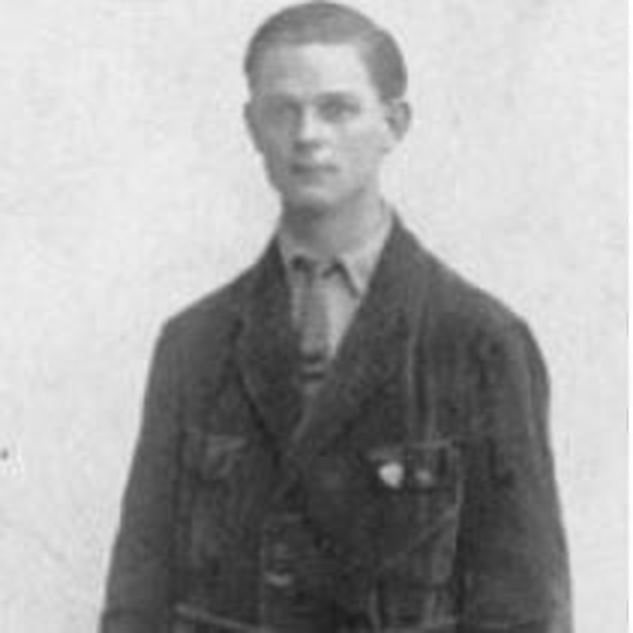
Adam Pfeifer aus Offenbach-Bieber

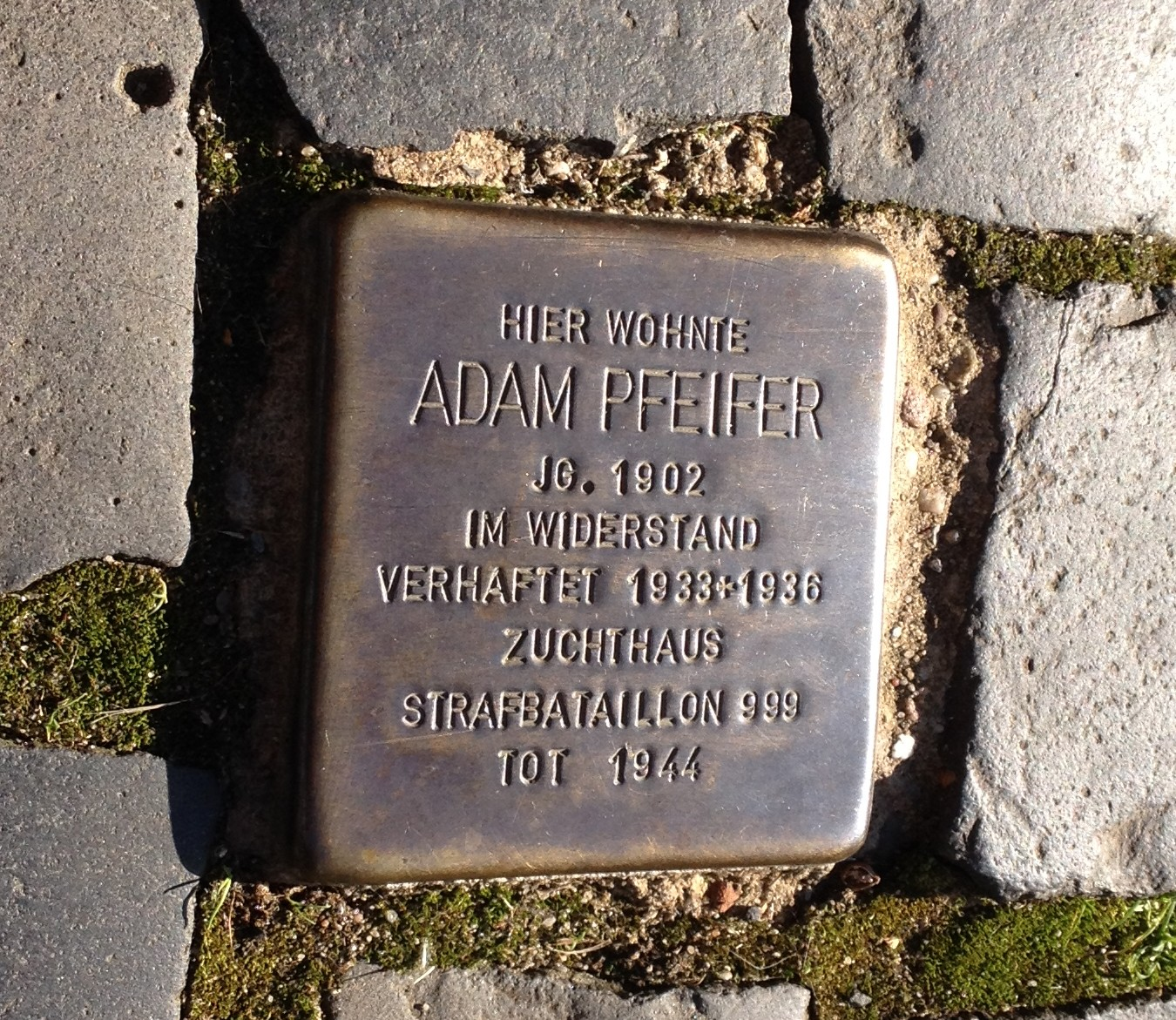
Stolperstein für Adam Pfeifer in der Philipp-Reis-Straße in Offenbach-Bieber

Adam Pfeifer (* 25. April 1902 in Bieber; † 1944 oder 1945) war ein deutscher Widerstandskämpfer gegen den Nationalsozialismus.

## Leben und Wirken
Der aus einer sozialdemokratischen Familie stammende Adam Pfeifer war gelernter Schriftsetzer und arbeitete in der Frankfurter Stempel AG. Als aktiver Gewerkschafter und Betriebsratsvorsitzender setzte er sich im Betrieb vehement für die Interessen seiner Kollegen ein.
Er war Mitglied im Rad- und Kraftfahrerbund Solidarität. Der Verband mit explizit politischem Programm stand der SPD nahe und war Bestandteil der Arbeitersportbewegung. Der Rad- und Kraftfahrerbund wurde 1933 von den Nazis verboten. Adam Pfeifer engagierte sich in der SPD sowie im Reichsbanner Schwarz-Rot-Gold, dem Schutzbund der Weimarer Republik.
Adam Pfeifer war ein Widerstandskämpfer der ersten Stunde. Er und sein Bruder Ludwig Pfeifer gehörten als geistige Köpfe zu einer Widerstandszelle im damals selbstständigen Bieber. Beide waren in engem Kontakt mit weiteren sozialdemokratischen Widerstandsgruppen gegen das NS-Regime in Offenbach am Main um Karl Appelmann, Hans Stoffers und Valentin Unkelbach sowie Georg Bätz und Karl Hoffmann in Bürgel.
Hauptziel war es, ein Netzwerk von Widerstandsgruppen im Untergrund aufzubauen und die Bevölkerung mit Informationsmaterial zu versorgen, um sie so im Widerstand gegen Hitler zu bestärken. Aufgrund seiner politischen Aktivitäten im Widerstand wurde er von den Nationalsozialisten zusammen mit seinem Bruder Ludwig Pfeifer bereits im Frühjahr 1933 in das KZ Osthofen bei Worms verschleppt. 1936 verhaftete ihn die Gestapo erneut beim Verteilen von Flugblättern. Er wurde des Hochverrats angeklagt. Das Oberlandesgericht in Darmstadt verurteilte ihn zu zwei Jahren Zuchthaus. Dadurch wurde er als wehrunwürdig eingestuft. Dennoch wurde er von der Wehrmacht 1943 zwangsrekrutiert und zum Strafbataillon 999 eingezogen. Er erhielt eine Kurzausbildung in der 6. Artillerie-Ausbildungs-Batterie in Heuberg in der Schwäbischen Alb. Ein Wehrmachtsfahrschein vom September 1943 ist sein letztes Lebenszeichen. Vermutlich fiel er im Januar 1945 im Fronteinsatz in Afrika. Er galt von da an als vermisst. Am 10. November 1945 wurde er für tot erklärt. Ein Stolperstein in der Philipp-Reis-Straße in Offenbach-Bieber erinnert an Adam Pfeifer.